# Ютен, Кристиан
Кристиан Ютен (фр. Christian Hutin) — французский политик, бывший депутат Национального собрания Франции, член партии Гражданское и республиканское движение. Считается левым голлистом.

## Биография
Родился 18 января 1961 года в городе Лилль. В 1995 году победил на выборах мэра города Сен-Поль-сюр-Мер как представитель партии Объединение в поддержку республики, но в 1999 году покинул её и вступил в левую партию «Республиканское и гражданское движение» (ГРД). На выборах в Национальное собрание 2007 г. выиграл голосование по 12-му избирательному округу департамента Нор, получив 63,95 % голосов, и стал единственным представителем ГРД в Национальном собрании. Во время выборов в Национальное собрание 2012 г. вновь завоевал депутатский мандат, выиграв голосование по 13-му избирательному округу департамента Нор.
На выборах в Национальное собрание 2017 г. вновь был избран депутатом по 13-му избирательному округу. 

## Занимаемые выборные должности
1990—1995 — член городского совета Дюнкерка 

18.06.1995 — 09.12.2010 — мэр города Сен-Поль-сюр-Мер 

09.12.2010 — 31.07.2017 — мэр-делегат Сен-Поль-сюр-Мер, ассоциированной коммуны Дюнкерка, вице-мэр Дюнкерка 

16.03.1998 — 21.03.2010 — член регионального совета департамента Нор-Па-де-Кале 

20.06.2007 — 17.06.2012 — депутат Национального собрания Франции от 12-го избирательного округа департамента Нор

18.06.2012 — 21.06.2022 — депутат Национального собрания Франции от 13-го избирательного округа департамента Нор